# Gamonal
Gamonal é uma povoação espanhola no município de Talavera de la Reina (província de Toledo, comunidade autónoma de Castela-La Mancha), de área 32 km² com população de 943 habitantes (2007) e densidade populacional de 29,38 hab/km².
1. ↑  «Instituto Nacional de Estadística. (Spanish Statistical Institute)». www.ine.es. Consultado em 19 de junho de 2023